# Thionne
Thionne ist eine französische Gemeinde mit 282 Einwohnern (Stand: 1. Januar 2022) im Département Allier in der Region Auvergne-Rhône-Alpes; sie gehört zum Arrondissement Vichy und zum Kanton Moulins-2.

## Geografie
Thionne liegt etwa 30 Kilometer südöstlich von Moulins und etwa 36 Kilometer nordnordöstlich von Vichy. Der Besbre begrenzt die Gemeinde im Osten. Umgeben wird Thionne von den Nachbargemeinden Mercy im Norden und Nordwesten, Vaumas im Norden und Nordosten, Châtelperron im Osten, Jaligny-sur-Besbre im Süden, Treteau im Süden und Südwesten sowie Saint-Voir im Westen.

## Bevölkerungsentwicklung
| Jahr                       | 1962 | 1968 | 1975 | 1982 | 1990 | 1999 | 2006 | 2013 | 2019 |
| Einwohner                  | 517  | 489  | 427  | 374  | 337  | 306  | 314  | 321  | 290  |
| Quellen: Cassini und INSEE |      |      |      |      |      |      |      |      |      |

## Sehenswürdigkeiten

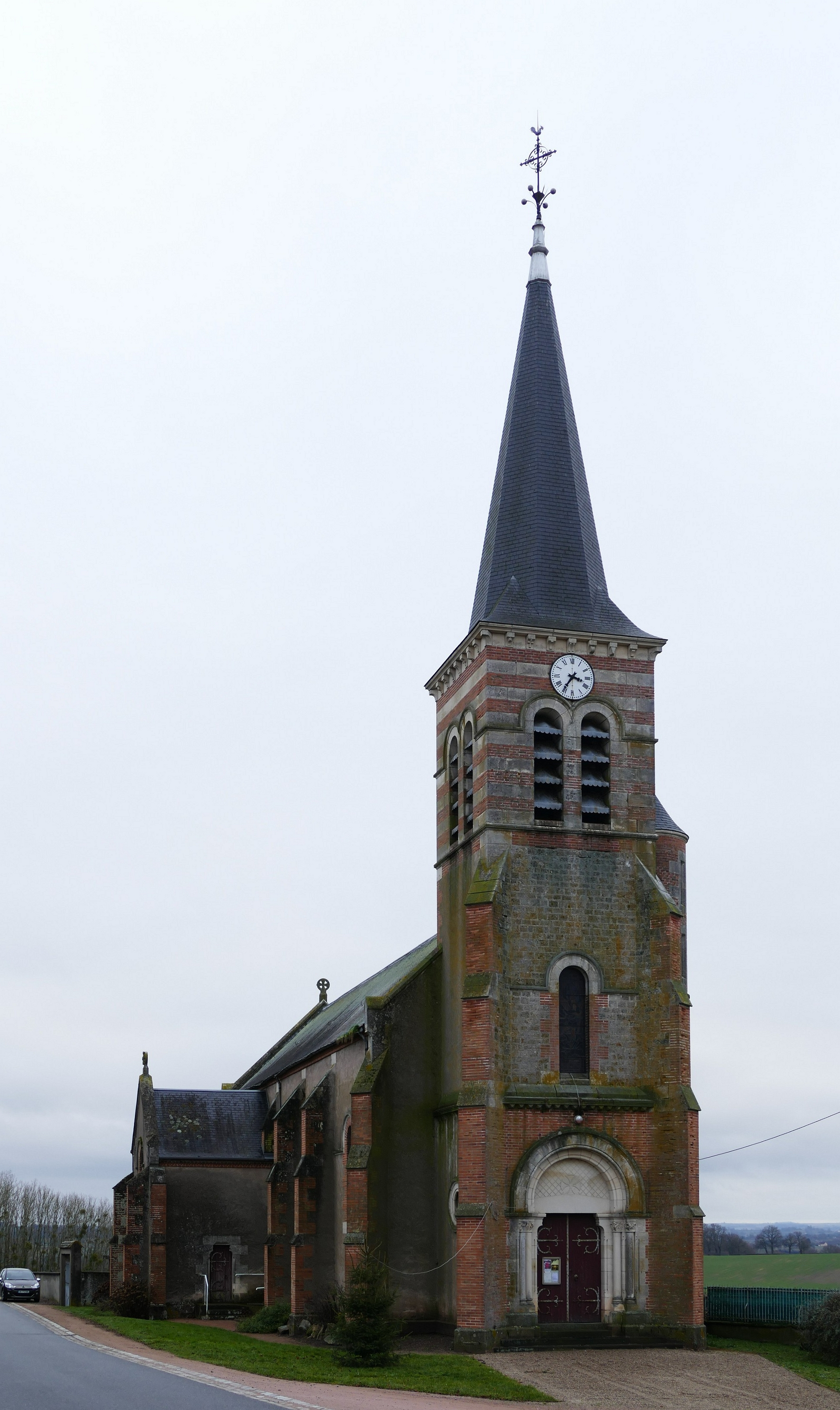
Kirche Notre-Dame

Siehe auch: Liste der Monuments historiques in Thionne
- Kirche Notre-Dame aus dem Jahre 1887
- alte Kapelle Saint-Roch aus dem 16. Jahrhundert
- alte Kapelle Notre-Dame, 1563 erbaut
- Schloss Les Fougis mit Garten aus dem Jahre 1539
- Schloss Les Gouttes aus dem 15. Jahrhundert
- Skulpturenpark Engelbrecht, Château des Fougis, 2002-11

## Persönlichkeiten
- René Fallet (1927–1983), Schriftsteller, Ehrenbürger Thionnes
- René Ferrier (1936–1998), Fußballspieler (Mittelfeld)